# La Musara

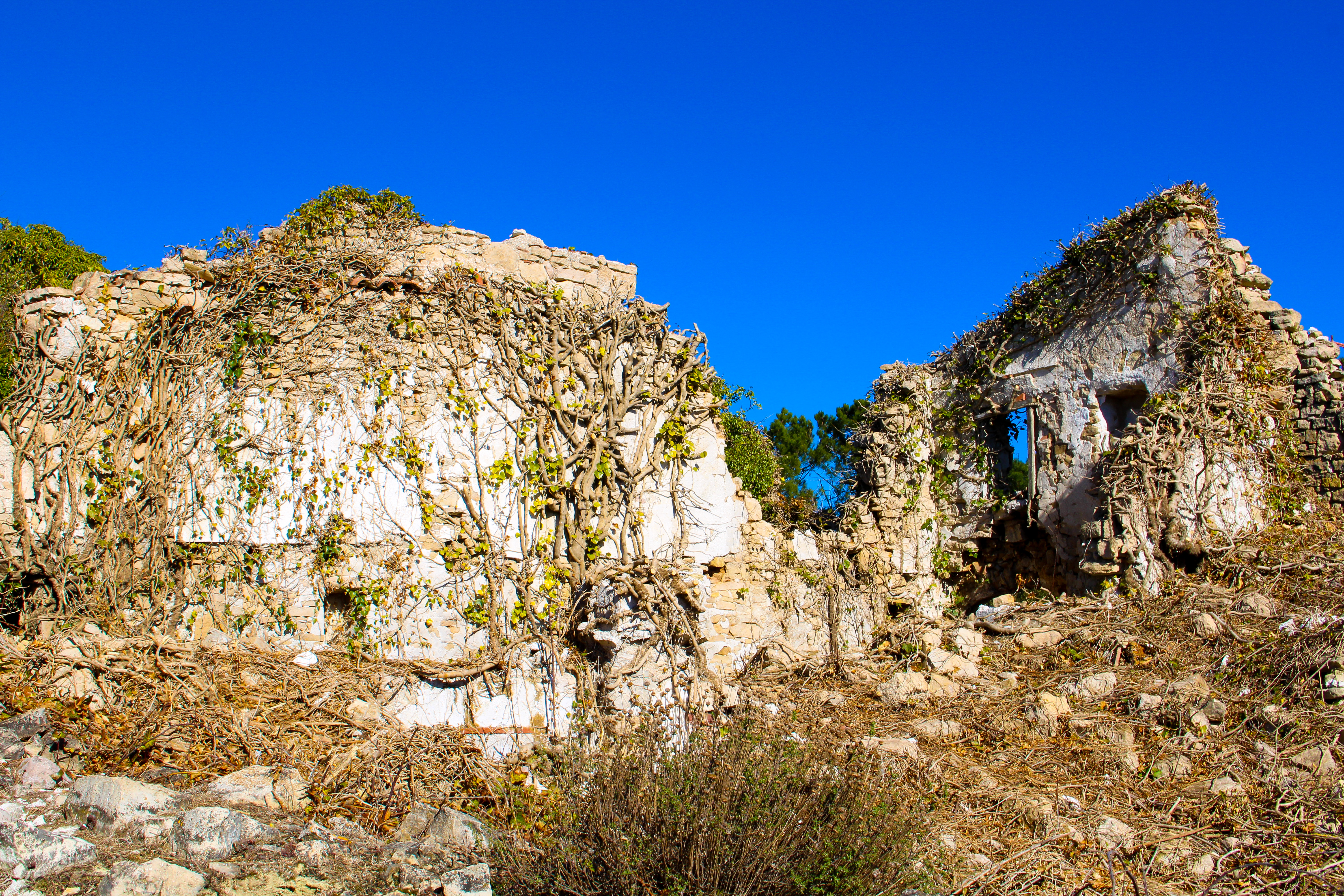
La Musara casas abandonadas.

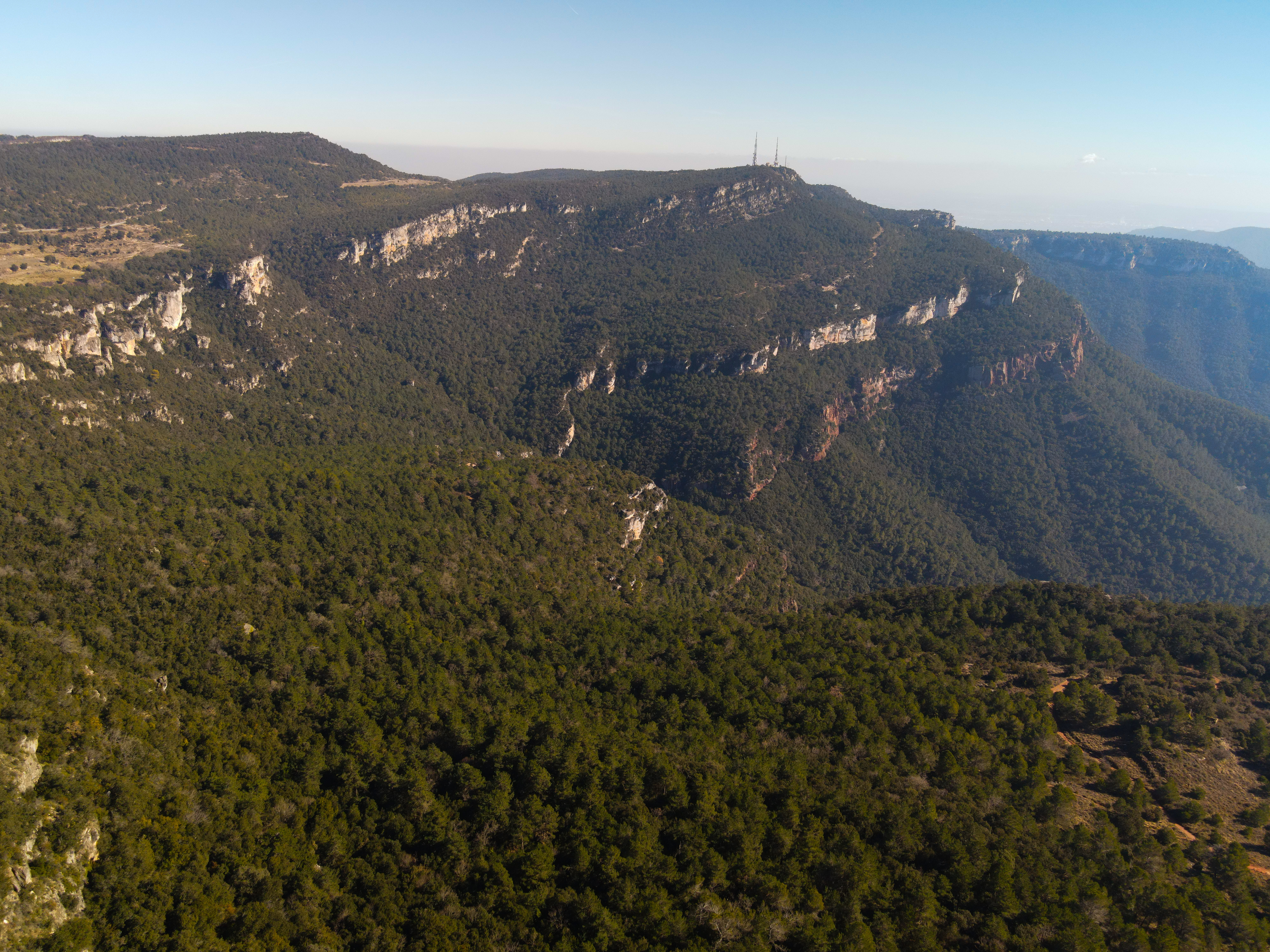
Vistas desde la Musara.

La Mussara (La Mussara en catalán) es un despoblado perteneciente al término municipal de Vilaplana, en la comarca catalana del Bajo Campo (provincia de Tarragona). Está sin habitar desde 1959.

## Historia

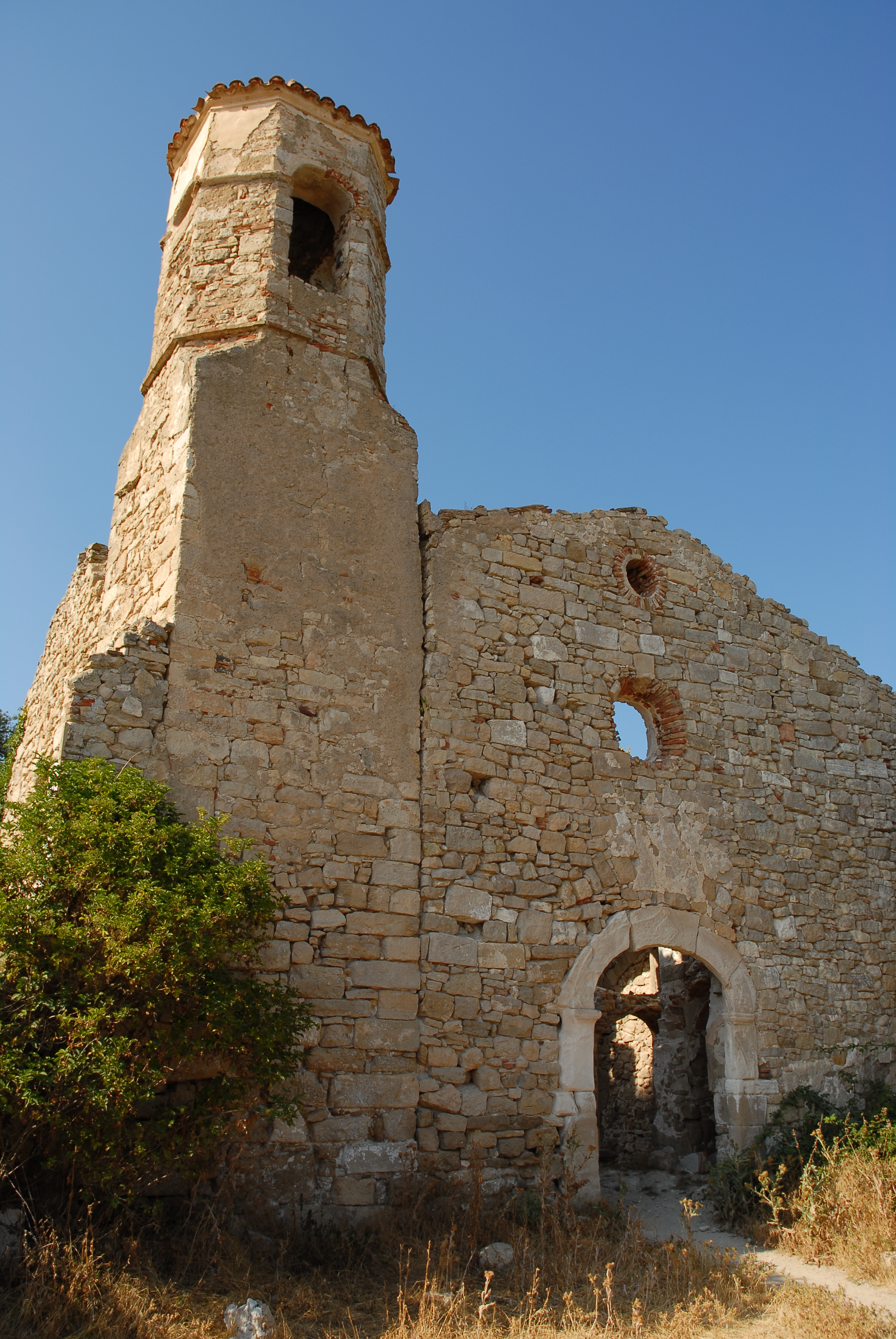
Iglesia de San Salvador

Aparece citado por primera vez en una carta de población de 1173 en la que el rey Alfonso I (1073-1134) 
La Mussara formó parte del condado de Prades desde su fundación.
Según Albert Manent, el proceso de despoblación fue debido a la escasez de agua, la baja calidad de la tierra y la falta de elementos de modernidad. Josep Iglésies , en Les ciutats del món, se preguntaba qué mantenía a los vecinos en un lugar tan poco amable. El proceso de despoblación de La Mussara culminó en la primera mitad del siglo XX.

## Geografía física
Pueden verse ocho edificios en ruinas. El único que está conservado es la antigua iglesia de San Salvador con un campanario de 1859 y en el que aún se evidencian rastros del primitivo edificio gótico sobre el que se construyó este templo. En su interior se encontraba una imagen del siglo XIV de la Virgen del Patrocinio que se conserva en el Museo de Reus.
A los habitantes de este pueblo se les conocía como ranas ya que, al llover, se formaba un pequeño embalse natural que servía para dar de beber a los animales. También tiene su origen en este pueblo una frase en catalán, baixar de la Mussara (bajar de La Mussara), cuyo significado es el de ignorar aquello que todo el mundo sabe y que tendría su equivalente en español en la frase estar en la higuera.

## Geografía humana

### Demografía
| Gráfica de evolución demográfica de La Musara entre 1842 y 1960 |
| |
| Población de derecho según los censos de población del INE Población de hecho según los censos de población del INEEn estos censos se denominaba Musara: 1842 y 1857 Entre el censo de 1970 y el anterior, este municipio desaparece porque se integra en el municipio 43169 (Vilaplana) |